# HTTPS
 (енгл. Hypertext Transfer Protocol Secure) је комбинација Hypertext Transfer Protocol-a са SSL/TSL протоколом да би се обезбедила енкрипција и сигурна идентификација сервера. Користи порт 443. HTTPS конекција се често користи за новчане трансакције преко Интернета и за пренос осетљивих информација. HTTPS не треба мешати са Secure HTTP (S-HTTP).

## Идеја
Главна идеја HTTPS протокола је да се креира безбедни канал преко незаштићене мреже. Ово обезбеђује заштиту од напада, под условом да је сертификат издат од стране провереног и поверљивог издавача (Certificate Authority). Поверење у HTTPS је засновано на великим сертификационим телима (Certificate Authority) чији сертификати долазе са инсталацијом веб браузера. Зато HTTPS веза може бити поуздана ако и само ако су све следеће ставке истините:
1. да корисник верује да њихов браузер тачно имплементира HTTPS протокол са исправно пре-инсталираним сертификационим телима;
2. да корисник верује да сертификационо тело гарантује само за легитимне веб странице, без заблудних имена;
3. да веб-сајт пружа важећи сертификат (неисправни сертификат показује упозорење у већини прегледача), што значи да је сертификат потписан од стране поузданог сертификационог тела;
4. да сертификат тачно идентификује веб-сајт (нпр. посећивањем https://web.archive.org/web/20130712204617/http://primer/ и коришћењем сертификата који је издат на само ,Primer Inc.)
5. да корисник верује да енкрипциони протокол (SSL или TLS) је нераскидив за прислушкиваче (хакере)

### Интеграција са браузерима
Приликом приступања на веб-сајт са неисправним сертификатом, старији браузери би приказали дијалог са питањем да ли желите да наставите. Новији браузери приказују питање преко целог прозора. Новији браузери такође показују у пољу са адресом (address bar) информацију о сигурности сајта.
Продужена валидација (енгл. Extended Validation) сертификата укључује да у новијим браузерима поље са адресом (address bar) буде зелене боје. Такви сертификати су скупљи од обичних. Већина браузера такође приказује упозорење уколико сајт користи садржај са неке друге адресе који није верификован дигиталним сертификатом.

## Историја
Фирма Netscape Communications креирала је HTTPS протокол 1994. године за свој Netscape Navigator веб браузер. Тренутна верзија HTTPS-а је стандардизована у мају 2000. године.